# Аум синрикё
«Ау́м синрикё»  (яп. オウム真理教 о:му синрикё:, учение истины Аум), с 2000 года известная как «А́леф», — возникшая в Японии неорелигиозная синкретическая милленаристская террористическая экстремистская тоталитарная деструктивная секта, базирующаяся на буддизме ваджраяны. Также рассматривается как псевдобуддийское новое религиозное движение.
Основана японцем Сёко Асахарой в 1987 году и получила всемирную известность в 1995 году, совершив террористическую газовую атаку в токийском метро.
В настоящий момент причислена к числу террористических организаций и/или запрещена в Евросоюзе, США, Канаде, России и многих других странах. По данным Генеральной прокуратуры Российской Федерации, от деятельности «Аум синрикё» в России пострадало около 26 человек. По данным портала NEWSru.com, в Японии от деятельности секты в целом пострадало 6600 человек.
Название «Аум синрикё» происходит от санскритского слова «аум» (что означает «Вселенная») и «синрикё» (слово написано иероглифами), что можно перевести как «учение истины». В английском языке «Аум синрикё» часто переводится как Supreme truth, то есть «высшая истина». В январе 2000 года организация изменила название на «Алеф» — по первой букве семитских алфавитов. Также был изменён и логотип. Часть членов также продолжает деятельность в организации «Хикари-но Ва». В настоящее время секта находится под гласным надзором японской полиции и спецслужбы — PSIA.

## История
Лидер и основатель культа — Сёко Асахара (настоящее имя — Тидзуо Мацумото), сподвижники обращались к нему «Его Святейшество, Дух Истины, Преподобный Учитель». Сёко Асахара родился в Яцусиро, префектуры Кумамото, Япония. Родился четвёртым ребёнком в бедной многодетной (имеет шесть братьев и сестёр) семье изготовителя татами. С ранних лет страдал глаукомой, будучи полностью слепым на левый глаз и частично на правый.
В 1975 году окончил школу для детей с ослабленным зрением. Во время учёбы в школе заработал около 3000 $, беря плату за услуги поводыря для полностью слепых учащихся. Не сумев поступить в медицинскую школу, стал самостоятельно заниматься изучением фармакологии, акупунктуры и традиционной китайской медицины. В 1981 году Асахара открыл собственную аптеку в городе Тиба, где продавал китайские лекарства («заряженные энергией просветлённого, способствующей выздоровлению больных»), на чём заработал около 40 миллионов иен. В 1982 году Асахара был арестован за продажу поддельных медикаментов и отсутствие лицензии на занятие частной медицинской практикой и был вынужден заплатить штраф в размере 200 000 иен, после чего его бизнес обанкротился.
Начиная с 1977 года, Асахара начал заниматься йогой и созданием своего учения. В 1984 году открыл зал для занятий йогой и медитацией «Аум-но-кай» («клуб Аум») в Токио и одновременно основал компанию по продаже предметов культа («заряженных» предметов).
В 1986 году его организация приняла облик религиозной и назвалась «Аум Синсэн-но-кай» (яп. オウム神仙の会 о:му синсэн-но-кай, «Общество людей духовно развитых и обладающих сверхъестественными силами»). В этом же году Асахара достиг «окончательного Освобождения и Просветления» в Гималаях, а его организация с июля 1987 года получила название «Аум Синрикё», создав множество отделений по всей Японии.
С августа 1989 года это объединение приобрело известность в Японии и было зарегистрировано в качестве религиозной организации. Организация привлекала такое впечатляющее число молодых студентов из японских элитных университетов, что получила второе название — «религия для элит». В это же время возникли трения между «Аум синрикё» и местными жителями в ряде деревень, имели место и криминальные происшествия: пропал вместе с женой и ребёнком юрист, который представлял интересы потерпевших от секты. В 1990-е годы «Аум синрикё» имела центры в Нью-Йорке, Бонне и на Шри-Ланке.

### События до 1995 года
Секта стала центром острой полемики в конце 1980-х после обвинений в обмане новичков и удержании членов группы против их воли и принуждении их жертвовать деньги. В ноябре 1989 года члены секты убили семью юриста Цуцуми Сакамото (его самого, жену и ребёнка), работавшего над подготовкой массового судебного иска против секты.
В 1990 году Асахара и 24 других члена безуспешно баллотировались в Палату представителей Парламента Японии под лозунгом «Синри-то» («Партия высшей истины»). Асахара несколько раз выступил в телевизионных ток-шоу в 1991 году, тем не менее, в то время позиция секты по отношению к обществу стала перерастать во враждебность. Семеро членов секты были арестованы в Кумамото по подозрению в нарушении законов о пользовании землёй.
В 1992 году «министр толкования» «Аум» Киёхидэ Хаякава опубликовал трактат «Законы гражданской утопии», где описывает «объявление войны» японской конституции и гражданским институтам. В то же самое время Хаякава начал осуществлять дружественные визиты в Россию, чтобы обзавестись военными изделиями, включая автомат Калашникова и военные вертолёты Ми-8, и, по некоторым данным, пытался приобрести компоненты для ядерной бомбы.
В 1993 году сектой открыты магазины по продаже персональных компьютеров в Токио и Осаке.
В 1994 году секта выигрывает судебный процесс по земельному спору в Кумамото. По решению суда местные органы власти должны выплатить «Аум синрикё» около 900 млн иен (10 млн $).

### Убийства

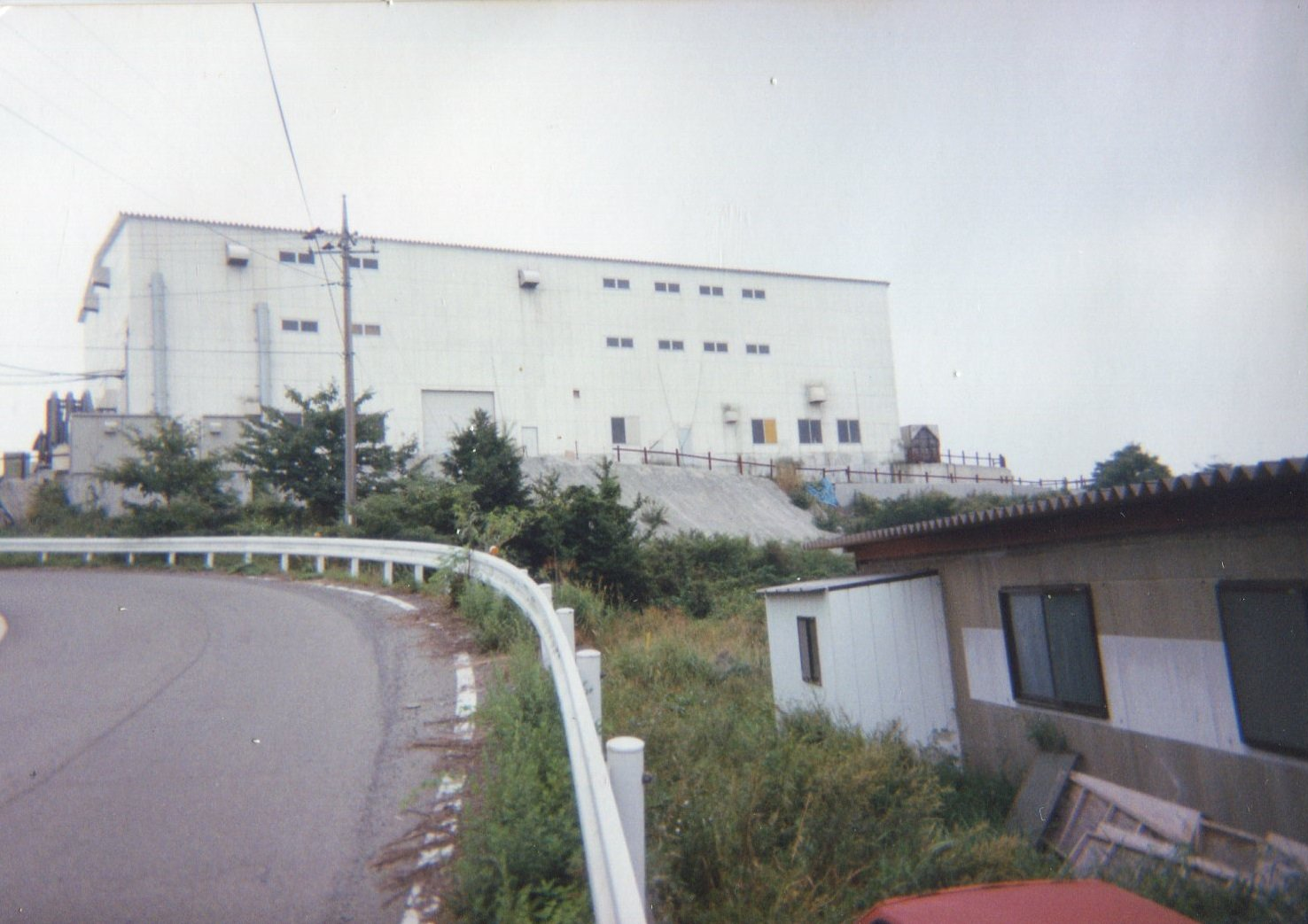
Объект «Аум Синрикё» в Камику-Иссики

И зарин, и VX-газы были использованы в нескольких убийствах (и попытках убийств) в 1994—1995 годах. Наиболее заметное произошло ночью 27 июня 1994 года, когда секта осуществила первое в мире применение химического оружия при террористической атаке против населения, в которой члены секты выпустили зарин в городе Мацумото. Этот инцидент в Мацумото убил 7 человек и нанёс ущерб более 200 гражданам.
В январе 1995 года жители деревни Камику-Иссики, расположенной в 100 км к западу от Токио, жаловались на странные запахи, исходящие от принадлежащей «Аум синрикё» фабрики. Специалистами были обнаружены следы отравляющего газа — зарина, но секта утверждала, что она является не только невиновной, но ещё и целью газовой атаки.
28 февраля 1995 года был похищен и убит 69-летний нотариус Киёси Кария, младшая сестра которого пыталась выйти из секты. Его тело было сожжено в СВЧ-печи мусоросжигательного завода, останки брошены в озеро Кавагути. Причастным к похищению считается один из наиболее влиятельных членов «Аум синрикё» — Макото Хирата.
19 марта 1995 года полицией в Осаке были арестованы 3 члена секты по подозрению в похищении студента университета.
Полиция планировала одновременно начать захват зданий секты по всей Японии в марте 1995 года.

### Террористический акт в токийском метро
20 марта 1995 года 10 участников «Аум синрикё» совершили террористический акт — газовую атаку в токийском метро с помощью отравляющего газа зарин. В результате 12 человек погибли (по другим данным — 13, 18 или 27 человек), несколько десятков серьёзно отравились (что послужило причиной долговременного расстройства здоровья), около 1000 имели временные проблемы со зрением. Портал NEWSru.com отмечает, что «у многих пострадавших произошёл частичный паралич, нарушение функций речи, опорно-двигательного аппарата, некоторые потеряли зрение». Всего же действие газа почувствовали несколько десятков тысяч человек (в 1999 году религиовед Р. А. Силантьев писал, что произошло «отравление более 10 тысяч человек»; в 2004 году Вести.ру со ссылкой на РИА Новости сообщали, что в ходе этого террористического акта «увечья получили более 5,5 тысячи человек»; в 2008 году те же цифры приводит портал NEWSru.com; в 2014 году Wall Street Journal указывал число пострадавших как 6,3 тысячи человек). Приказ о газовой атаке был отдан лично Асахарой, чьё учение основывалось на скором ожидании конца света и последней войны «Добра и Зла», в которой должны быть истреблены все «грешники».
21 марта 1995 года «Аум синрикё» отрицает свою причастность к газовым террористическим актам в метро.
22—23 марта 1995 года японская полиция проводит две облавы на принадлежащие секте здания в Японии. В итоге были обнаружены компоненты химического и биологического оружия (культуры возбудителей сибирской язвы и геморрагической лихорадки Эбола), а также военный вертолёт Ми-17. Вирус Эболы был привезён в 1994 году из Заира. Запасов химических веществ было достаточно для изготовления такого количества зарина, чтобы убить 4 миллиона человек. Прокуроры утверждали, что Асахара был предупреждён о готовящихся облавах полиции информатором и отдал приказ о зариновой атаке в центре Токио, преследуя цель отвлечь внимание от «Аум синрикё». План провалился, и полиция провела обыски в отделениях «Аум синрикё» по всей стране.

### Судебный процесс по зариновому делу

#### Сёко Асахара
В сентябре 1999 года следственное управление общественной безопасности Японии сообщило, что Асахара признал факт совершения террористического акта с зарином, но заявил, что главным организатором был один из его приближённых, который был убит при загадочных обстоятельствах.
В результате самого длительного в истории Японии судебного процесса суд признал Асахару виновным по 13 из 17 обвинений и в 2004 году приговорил его к смертной казни. Сам Сёко Асахара отказался от дачи показаний и в ходе процесса сохранял молчание, отказываясь также от общения с родственниками и последователями основанной им религиозной группы.
Однако решение суда до сих пор вызывает споры среди сторонников Асахары, считающих судебный процесс над ним возвратом ко времени «охоты на ведьм». В этом отношении показательными являются книги адвокатов Сёко Асахары: Ясуды Ёсихиро «Право на жизнь» и Ватанабэ Осаму «Думаете, казните Асахару и жить станет легче?». Асахара был казнён через повешение 6 июля 2018 года.

#### Икуо Хаяси
28 мая 1998 года Токийским окружным судом к пожизненному заключению был приговорён Икуо Хаяси — главный врач и один из руководителей секты «Аум синрикё». После ареста в 1995 году им были даны сенсационные показания, в которых он утверждал, что предполагалось проведение газовой атаки в США, и уже туда был отправлен контейнер с зарином. Но террористический акт не состоялся только благодаря задержанию Сёко Асахары. Уже в ходе судебного слушания Хаяси заявил, что документация по производству зарина была куплена в 1993 году за около 10 млн иен (79 тыс. $) у президента Российско-японского университета Олега Лобова. Показания Хаяси были подтверждены главой разведки секты Ёсихиро Иноуэ, который признался в том, что зарин невозможно было изготовить, если бы не помощь Лобова. Однако токийская прокуратура не смогла доказать участие Лобова в деятельности секты. В России с сомнением в достоверности подобных заявлений высказался представитель ФСБ. Сам Лобов отказался как-то объяснить подобные обвинения.

#### Киёхидэ Хаякава
В августе 2000 года Токийский суд признал Киёхидэ Хаякаву виновным в организации и участии в убийстве иокогамского адвоката Цуцуми Сакамото и его семьи. В ходе процесса было установлено, что возглавлявшийся Хаякавой исполнительный отряд ворвался в дом адвоката, защищавшего лиц, потерпевших от секты, и жестоко расправился со всей семьёй. Останки погибших были найдены лишь спустя 6 лет в горах недалеко от Иокогамы. Судья Каору Канаяма провозгласил в своём приговоре, что Хаякава заслуживает смертной казни через повешение, поскольку совершил это преступление ради интересов своей религиозной группы, не почувствовав ни малейшего колебания. Канаяма особо отметил, что «Ему нет прощения. В нём не заметно ни крупицы гуманности». Также было установлено, что Хаякава собственноручно задушил одного из членов секты после того, как тот решил уйти из неё. В «Аум синрикё» Хаякава входил в число приближённых к Асахаре людей и занимал пост «министра строительства». Именно он руководил строительством завода по производству того самого зарина, который в 1995 году аумовцы распылили в токийском метрополитене. Вообще, Хаякава был ключевой фигурой в обеспечении секты оружием. Известно, что он около 20 раз приезжал в Россию, где приобрёл списанный военный вертолёт Ми-8, и, кроме того, намеревался купить танк. Ещё он хотел заполучить образцы российского стрелкового оружия для его последующего подпольного производства в Японии.
Казнён через повешение 6 июля 2018 года.

#### Приговорённые к смертной казни
В конце сентября 1999 года за участие в террористическом акте токийским судом к смертной казни через повешение был приговорён боевик Масато Ёкояма. Он стал вторым членом секты, получившим смертный приговор через год после Кадзуаки Окадзаки, виновного в похищении и убийстве семьи адвоката Цуцуми Сакамото.
В 2000 году смертный приговор за участие в убийстве адвоката Сакамото и зариновой атаке был вынесен 33-летнему Сатору Хасимото, 32-летнему Тору Тоёде и 36-летнему Кэнъити Хиросэ. К смерти через повешение был приговорён 42-летний Ясуо Хаяси, распыливший в метро самую большую дозу зарина.
Всего к смертной казни были приговорены 13 руководителей секты и непосредственных исполнителей теракта, включая Сёко Асахару. Сёко Асахара и шесть его последователей были казнены через повешение 6 июля 2018 года, а 26 июля 2018 года были казнены оставшиеся шесть человек. Существует предположение, что казнь всех осуждённых в 2018 году связана с состоявшимся 30 апреля 2019 года отречением императора Акихито, окончанием эры Хэйсэй и восшествием на престол нового императора Нарухито.

#### Список 13 казнённых членов секты «Аум синрикё»
1. Сёко Асахара (2 марта 1955 — 6 июля 2018) — основатель и руководитель секты «Аум синрикё»[57].
2. Киёхидэ Хаякава[яп.] (14 июля 1949 — 6 июля 2018) — второй человек в секте после Сёко Асахары, брал на себя многие его контакты с внешним миром; в качестве так называемого министра строительства секты руководил сооружением в префектуре Яманаси завода по производству ядовитого газа зарин, который в 1995 году был распылён в метро Токио[57].
3. Томомаса Накагава[яп.] (25 октября 1962 — 6 июля 2018) — имел в секте ранг «министра внутренних дел духовного императора»; непосредственно распылял в метро Токио нервно-паралитическое вещество в 1995 году и занимался его изготовлением[57].
4. Ёсихиро Иноуэ[яп.] (28 декабря 1969 — 6 июля 2018) — главный координатор газовой атаки в метро Токио[57].
5. Масами Цутии[яп.] (6 января 1965 — 6 июля 2018) — главный химик секты, который непосредственно занимался изготовлением зарина[57].
6. Сэйити Эндо[яп.] (5 июня 1960 — 6 июля 2018) — так называемый министр здравоохранения и социального обеспечения секты, который тоже занимался изготовлением зарина[57].
7. Томомицу Ниими[яп.] (9 марта 1964 — 6 июля 2018) — выполнял обязанности руководителя «контрразведки» секты и выступал непосредственным организатором диверсий[57].
8. Сатору Хасимото[яп.] (23 марта 1967 — 26 июля 2018) — участвовал в распылении в метро Токио нервно-паралитического вещества в 1995 году[58].
9. Тору Тоёда[яп.] (23 января 1968 — 26 июля 2018) — участвовал в распылении в метро Токио нервно-паралитического вещества в 1995 году[58].
10. Кэнъити Хиросэ[яп.] (12 июня 1964 — 26 июля 2018) — участвовал в распылении в метро Токио нервно-паралитического вещества в 1995 году[58].
11. Ясуо Хаяси[яп.] (15 декабря 1957 — 26 июля 2018) — участвовал в распылении в метро Токио нервно-паралитического вещества в 1995 году[58].
12. Масато Ёкояма[яп.] (16 мая 1963 — 26 июля 2018) — участвовал в распылении в метро Токио нервно-паралитического вещества в 1995 году[58].
13. Кадзуаки Окадзаки[яп.] (8 октября 1960 — 26 июля 2018) — участвовал в распылении в метро Токио нервно-паралитического вещества в 1995 году[58].

### Другие судебные процессы
3 июня 2014 года в Канагаве японская полиция задержала Наоко Кикути, после 17 лет пребывания в бегах, являвшаяся одним из видных руководителей «Аум синрикё». 30 июня 2014 года Токийский суд приговорил Кикути к пяти годам лишения свободы за переправку взрывчатых веществ, которые были использованы в 1995 году для создания бомбы, предназначенной для токийского губернатора. Также в этом году за похищение 68-летнего мужчины и за участие в организации двух взрывов к тюремному заключению был приговорён член «Аум синрикё» Макото Хирата.
30 апреля 2015 года Токийский окружной суд приговорил к пожизненному заключению последнего из руководителей — Кацую Такахаси, который был одним из водителей, поджидавших исполнителей зариновой атаки, чтобы помочь им скрыться. 7 сентября 2016 года Высший суд Токио отклонил апелляцию адвокатов Кацуи Такахаси и оставил в силе приговор о пожизненном заключении. 19 января 2018 года Верховный суд Японии повторно отклонил апелляцию адвокатов Кацуи Такахаси и оставил в силе приговор о пожизненном заключении.

### После суда
Под давлением от вступавших 27 декабря 1999 года двух законов, один из которых обяжет секту каждые три месяца отчитываться о своей деятельности перед властями и даст полиции полномочия проверять принадлежащие секте здания и помещения в любое время, другой облегчит порядок отчуждения активов секты с целью выплаты компенсаций её жертвам, секта «Аум синрикё» попыталась публично оправдаться. В конце октября было объявлено, что перед жертвами террористического акта будут принесены извинения и, возможно, будет сменено название. 1 декабря 1999 года извинения были принесены. 21 декабря 1999 года «Аум синрикё» перевела на счёт помощи пострадавшим в токийском метро 4 млн 97 тыс. иен (около 48 488 $), вырученных от продажи своей собственности.
В 2000 году секту обязали выплатить 50 млн $, из которых 40 млн $ должны были пойти на возмещение ущерба пострадавшим. Однако по решению Токийского окружного суда секта была признана банкротом и было достигнуто соглашение о том, что 40 % компенсации выплатит сама секта, оставшиеся 60 % возьмёт на себя правительство Японии.
18 апреля 2006 года Главным управлением общественной безопасности в рамках закона о регулировании деятельности религиозных организаций была проведена проверка токийского и ещё 11 офисов секты в различных частях страны.

#### «Алеф»

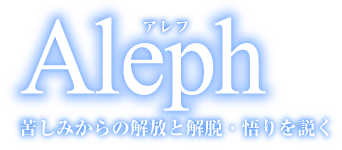
Логотип «Алеф»

«Алеф» — организация-наследник прекратившей существование «Аум синрикё», пересмотрела ряд своих религиозных доктрин, в том числе были изъяты из обращения т. н. «учения ваджраяны», принесла извинения семьям жертв и основала специальный компенсационный фонд для выплат пострадавшим в инцидентах, связанных с деятельностью «Аум синрикё».
В январе 2002 года правлением «Алеф» было заявлено, что бывший руководитель отделения «Аум синрикё» в России Фумихиро Дзёю (в секте — Майтрея Сэйтайси) в течение 3 лет будет её новым верховным гуру.
В 2007 году Дзёю создал организацию «Хикари но Ва» («Круг света радуги») и заявил, что убрал из её идеологии поклонение Асахаре.
В группу «Алеф» входят последователи, возражавшие против «курса на сокрытие гуру». Дзёю стал проповедовать «курс на сокрытие гуру» и в результате вышел из организации «Алеф» со своими последователями. Две эти группы существуют отдельно друг от друга. Ряд высших функционеров старой организации («Аум синрикё») сохраняют нейтралитет, не принимая ту или иную точку зрения.

## Численность
В 1995 году группа заявила, что имеет 9000 участников в Японии и не менее 40 000 человек по всему миру. Сам Асахара заявлял, что у него до 10 000 членов; согласно данным «Вести.ру», в период расцвета секты «в неё входили 15 тысяч человек». В то же время, по данным газеты «Коммерсантъ», в 1995 году в России у секты было 50 000 адептов, а в Японии — 10 000.
В 1997 году философ и политолог Ю. В. Курносов отмечал, что «В разгар деятельности „Аум синрикё“ в мае 1994 года в эту секту было вовлечено 48 600 россиян».
В 1999 году религиовед Р. А. Силантьев в статье в энциклопедии «Народы и религии мира» отмечал, что «максимальная численность последователей Аум синрикё достигала 30 тысяч человек, причём около 10 тысяч сектантов жили в России, главным образом в Москве».
В январе 2000 года, по оценкам государственных органов Японии, членство «Аум синрикё»/«Алеф» официально составляет 1650 человек в Японии и около 300 в России.
В 2001 году журналист и исследователь новых религиозных движений А. Ю. Егорцев в статье в Православной энциклопедии писал, что «По оценкам лидеров „Аум синрикё“, на январь 1994 года число их адептов в Москве составляло 35 тысяч человек, а в целом по России на апрель 1994 года — около 50 тысяч». Здесь же Егорцев указывал, что «впрочем, данные могут быть преувеличенными».
В 2002 году религиовед Кэтрин Вессингер заявляла, что «Аум синрикё» во времена своей прозелитской деятельности имела в России 30000 адептов, в Японии (по состоянию на 1995 год) — 10000. Хотя, со ссылкой на религиоведа Метрокса, она замечает, что в 1998 году «Аум синрикё» имела лишь порядка 5500 адептов.
На начало 2004 года, по данным портала Lenta.ru, количество членов «Аум синрикё» не превышало 1000 человек; портал Вести.ру в 2003 и 2004 годах сообщал, что «в секте остаётся более 1,6 тыс. последователей», и, со ссылкой на японских следователей, — «около 300 приверженцев […] она имеет и в России.»
В 2005 году политолог И. И. Хохлов отмечал: «За все время существования секты её численность достигала максимум 30 тысяч человек (из них 10 тысяч — в России)». Также он обращает внимание на то, что хотя запрет секты уменьшил число её адептов, тем не менее «она продолжает функционировать, базируясь на частных квартирах».
В 2005 году религиовед И. Я. Кантеров отмечал: «Число последователей „Аум синрикё“ в России достигало 40 тысяч человек (1994 год; по заявлению руководства российского отделения секты)».
В 2008 году портал NEWSru.com писал, что в 1990-е в «Аум синрикё» насчитывалось около 10000 адептов в Японии и, по разным подсчётам, от 30000 до 50000 в России.
В 2016 году Русская служба Би-Би-Си отмечала, что в начале 1990-х во всём мире общая численность членов достигала «десятков тысяч человек», и только в России эта цифра составляла «до 30 тысяч последователей учения».
В 2020 году газета «Известия», со ссылкой на японскую газету «Ёмиури симбун», отмечала, что в России 130 членов. При этом, согласно внутренним отчётам группы Михаила Устьянцева, в российском отделении состояло 2799 человек.

## Структура и особенности деятельности
«Аум синрикё» построена по строго централизованному принципу, где имеет место абсолютное подчинение нижестоящих адептов вышестоящим. По своей внутренней структуре секта напоминает «государство в государстве» и повторяет японское правительство, имея свои «министерства»: «финансов», «строительства», «науки и образования». В этом проявилось стремление «кабинета министров» «Аум синрикё» сменить Кабинет министров Японии во время предстоящего «конца света». Ещё в 1988 году вербовщики «Аум синрикё» смогли привлечь в секту большое количество студентов колледжей и университетов постиндустриальной Японии, очаровывая их пропагандой скорейшего наступления апокалипсиса. Причём возникновение таких настроений в учении Сёко Асахары сложилось под впечатлением от творчества американского фантаста Айзека Азимова. Асахара видел себя в образе одного из героев романов Азимова — блестящего математика Гэри Селдона, который создал новую науку «психоисторию» (наука истинного предсказания) и пытался создать тайное религиозное общество из лучших учёных мира, целью которого было восстановление человеческой цивилизации после её уничтожения.
В секте существует глубокая конспирация, режим секретности и тотальная слежка среди адептов. Всё происходящее с адептами культа учитывается и фиксируется. Существует «внутренний круг» адептов, состоящий из монахов, живущих в общежитиях, и «внешний круг», охватывающий «мирян», живущих у себя дома и еженедельно посещающих собрания и семинары. Чтобы вступить в секту, требуется заполнить весьма подробную анкету и заплатить вступительный взнос, обычно в размере 10 $. Каждый новый адепт культа заносится в компьютерный каталог, где ему присваивается личный номер и, после инициации, новое имя. Только получившие членский номер сектанты могут начинать путь духовного совершенствования. Причём, оставление дома, в соответствии с учением, ускоряет продвижение в религиозных занятиях и рекомендуется, прежде всего, молодым последователям учения. В случае оставления дома «Аум синрикё», как одну из процедур, требует высшее пожертвование: «Я оставляю всё моё имущество „Аум“ и оно не будет возвращено, даже если я покину „Аум“». Желательно, чтобы «имущество, которым можно распорядиться, было максимально обращено в наличные».
Разработаны 20 ступеней посвящения. Первая ступень предоставляется бесплатно. Дальнейшее продвижение осуществляется путём набора «заслуг» и «баллов» («Те, кто привёл в „Аум Синрикё“ двух человек — получают фото Учителя (Асахары), 10 человек — портрет Учителя, 20 человек — большой портрет, 30 и более — титул Спасителя») за безвозмездную работу по раздаче листовок (учитывается количество) или внесение крупного «пожертвования». Каждый раз при переходе на новый уровень проводится обряд инициации («шактипат», или «вхождение в поток истины», или «крещение огнём и духом»), длящийся три дня. Во время этого мероприятия Асахара или же кто-либо из его приближённых прикасается большим пальцем ко лбу адепта и таким образом «передаёт ему свою энергию, одновременно беря на себя греховную карму ученика». Также существует другая «тайная» инициация, в ходе которой ученик приобщается к «сперме и крови» своего гуру. Все эти практики направлены на переход адепта в состояние экстаза, динамических галлюцинаций и, в редких случаях, достижение почти безжизненного состояния «самадхи». Наряду с психофизическими упражнениями применялись электрические приборы, когда во время «инициаций» адепт подключался к т. н. электрическому «шлему спасения». В отдельных случаях для достижения нужного состояния использовались наркотические вещества.
Члену секты вменяется в обязанность либо усиленное жертвование (измеряемое в определённых долларовых суммах), либо работа на секту. Поощряется миссионерская деятельность. В случае, если адепт покинул секту, то в отношении него применяются меры воздействия вплоть до физической расправы.

Религиовед И. Я. Кантеров отмечал: 
Помимо соблюдения многочисленных предписаний, вступивший в «Аум Синрикё» вносит ежемесячные пожертвования, нередко составляющие большую часть его дохода. В секте практикуются крайние формы психологического насилия, подавление воли и сознания рядовых последователей, в том числе и физическими методами воздействия.
Известно, что в «Аум синрикё» проводилось большое количество медицинских экспериментов над людьми. Медицинская комиссия под председательством руководителя клинического отделения Московского НИИ психиатрии Ю. И. Полищука установила, что деятельность секты была связана с «нанесением серьёзного ущерба психическому, физическому, нравственному здоровью человека и личности <…> Фактически людей доводят до психического самоуничтожения».
Представители секты активно готовились к «концу света», поскольку считалось, что весь мир погибнет в атомной войне, которая будет начата Японией против США в 1999—2003 годах. После взрыва в Токийском метро полиция обнаружила завод по производству боевых отравляющих веществ, бактериологического оружия. Найдена технологическая документация по обогащению урана. Асахарой был выстроен подземный бункер и составлены списки мирового правительства из 20 министров.
Юрист-криминолог, судебный эксперт и религиовед И. В. Иванишко, отмечает, что в группе риска находятся люди, увлекающиеся различными восточными практиками, а также мероприятиями и тренингами, связанными с йогой, поскольку последователи секты на волне популярности данных направлений арендуют залы в центрах йоги и спортивных центрах. А люди, посещая их и проходя каждый новый уровень, в конечном счёте входят в ядро организации. Он указывает, что «если раньше аумовцы использовали разные приёмы, в том числе книгу „Провозглашая себя Христом“ Сёко Асахара, то сейчас христианская линия не используется, только восточная. В качестве примера Иванишко приводит ставшую очень распространённой в социальных сетях историю о том, что «некий учитель приехал из Тибета, долго медитировал в Непале, а сейчас находится условно в Новосибирске и будет проводить ограниченное количество уникальных занятий». Кроме того, в качестве мест привлечения новых членов используются через книжные магазины, где представлена именно литература по восточным практикам, гаданиям и эзотерике. Эксперт считает, что «это очень удобное место: человек, который оккультно настроен, хочет больше узнать, с ним можно поговорить и пригласить на вечер или закрытую медитацию». Также он замечает, что «Аум синрикё» усилила свою систему безопасности и стала проявлять крайнюю осторожность. Например, действующая в городе отдельно взятая ячейка поддерживает связь с другими группами лишь посредством одного-двух человек, в то время как «остальные, в том числе те, которые будут задержаны правоохранительными органами, не могут сказать, сколько человек в других городах, назвать фамилии лидеров скрытых общин». Он указывает, что для вхождения «непосредственно в саму организацию, нужно пройти несколько уровней проверок», в числе которых поручительство уже состоящего в данной организации человека, который может гарантировать, что новый член не является оперативным сотрудником. При этом Иванишко подчёркивает, что «если вдруг окажется не так, то человек в прямом смысле слова отвечает головой», то «в данной организации предусмотрено такое наказание, как ликвидация». Причину признания организации террористической он видит в том, что во время обысков в Москве и Санкт-Петербурге «уровень боеготовности членов данной организации, та литература, которую они изучают (в том числе по взрывному делу), действительно делают эту группу опасной». По данным эксперта, членами применяются оборудование и приёмы работы, как у спецслужб, включая проверки неофитов на полиграфе. Также он отмечает, что с прогнозированием целей членов данной группы «всё очень сложно, потому что учение немного трансформировалось», а «после казни Асахары продолжается его обожествление и почитание, но секта движется вперёд». Несмотря на это, по мнению эксперта, в борьбе с ней правоохранительные органы стремятся работать на опережение, предотвращая возможные преступления аумовцев с применением взрывных устройств и огнестрельного оружия. Он считает, «члены достаточно активно настроены на какие-то действия, если будет некий сигнал, а сигнал может быть и из-за рубежа», поскольку «управленческий центр алефовцев в России, по мнению многих экспертов, не является ключевым», свидетельством чему является дело о задержании в Черногории более 50 членов секты. И отмечает: «Японские адепты не стали создавать взрывные устройства и брать в руки автоматы для того, чтобы освободить Асахару, а наши на это пошли. В этом и угроза: даже если окажется, что в рядах организации в России не тысячи человек, а несколько десятков, готовых идти с оружием в руках и убивать по сигналу руководства, это действительно серьёзная угроза для национальной безопасности».

## Деятельность в России
Первые последователи «Аум синрикё» в России появились в начале 1990-х годов. Весной 1992 года Сёко Асахара посетил Россию и встречался с рядом политических и религиозных деятелей, а также выступал в МГУ, МИФИ, МГТУ им. Баумана, МГИМО и других ведущих вузах перед студентами. Его появление сопровождалось мощнейшей рекламной кампанией: в первые месяцы своей деятельности «Аум синрикё» заплатила около миллиона долларов США, обеспечив себе ежедневную часовую программу на радиостанции «Маяк» и получасовую еженедельную передачу на канале «2×2». В июле 1992 года «Аум синрикё» была зарегистрирована Министерством юстиции с администрацией в Москве. В Москве действовало 6 центров. С того времени стали проводиться с периодичностью в 1-2 месяца массовые инициации с интенсивной медитацией на стадионе «Олимпийский» и в других местах. За два года существования российское отделение провело ряд масштабных мероприятий, среди которых — музыкальный концерт в спортивном комплексе «Олимпийский». Также из России осуществлялась трансляция религиозной радиопередачи, в том числе на территорию Японии.
В 1994 году на организованном А. Л. Дворкиным в Российской академии управления международном христианском семинаре «Тоталитарные секты в России» религиовед И. Я. Кантеров рассказал, что «Аум синрикё» привлекает в свои ряды достаточно аморфную массу и большинство членов — мужчины в возрасте 30-40 лет.
18 апреля 1995 года по иску «Комитета по спасению молодёжи от тоталитарных сект» Останкинский межмуниципальный суд принял решение о ликвидации «Аум синрикё» в России и выплате пострадавшим денежной компенсации в размере 2 млн рублей (2 млрд. неденоминированных рублей). Однако лишь в сентябре 1999 года Московский городской суд отменил частное определение Останкинского суда, согласно которому все эти годы деньги, вырученные от продажи изъятого у секты имущества продолжали оставаться на его счету. За четыре года сумма выросла до 2,435 млн руб.
21 июля 1995 года было проведено задержание 34-летнего Тосиясу Оути, входившего в состав так называемого министерства России «Аум синрикё» и возглавлявшего в течение последних месяцев московский филиал секты. Вместе с ним правоохранительными органами в феврале и марте 1997 года на границе с Финляндией были задержаны ещё два руководителя российского отделения «Аум» — Рио Андо и Кэйдзи Танимура. Всем троим Генеральной прокуратурой России было предъявлено обвинение в создании объединений, посягающих на личность и права граждан, а также в причинении ущерба путём обмана. Судебный процесс против них не состоялся, поскольку подозреваемые были отпущены под подписку о невыезде и поручительства. Позднее дело прекращено, поскольку после полутора с лишним лет опросов нескольких сотен свидетелей и нескольких десятков потерпевших, проведений психологических, социальных и психиатрических экспертиз, следователи пришли к выводу, что из-за изменения обстановки руководители российского отделения «Аум синрикё» уже не представляют общественной опасности.
Религиовед И. Я. Кантеров в 2005 году в «Большой Российской энциклопедии» отмечал, что в России «нелегально продолжают действовать отдельные группы последователей секты». По данным Генеральной прокуратуры Российской Федерации, на начало 2016 года количество последователей «Аум синрикё» в России насчитывает до 30 тысяч адептов.
В октябре 2015 года возбуждено уголовное дело в отношении создателей на территории Москвы и Санкт-Петербурга религиозного объединения, по статье «создание некоммерческой организации, посягающей на личность и права граждан». 5 апреля 2016 года сотрудниками МВД России совместно с представителями Следственного комитета были проведены рейды по местам проживания последователей секты и начались массовые аресты адептов в Москве и Санкт-Петербурге.

### Судебный процесс во Владивостоке
Из материалов следствия известно, что в Вене и на Бали член секты москвич Сигачёв, тяжело переживавший арест Асахары, смог получить от оставшихся на свободе японских членов «Аум синрикё» 30 тыс. долларов и 9 млн иен якобы на закупку и распространение религиозной литературы. Впоследствии стало известно, что японцы, узнав о готовящейся операции, пытались отговорить Сигачёва и его сообщников. Весь запас оружия был спрятан в две боксёрские груши и отправлен с Ярославского вокзала через проводника багажного отделения почтового вагона во Владивосток. 2 марта 2000 года Сигачёв по туристической путёвке уехал в Японию, где в течение двух недель намечал места проведения террористических актов. В качестве таковых были выбраны станции метро, парк отдыха, торговые центры в Токио, а также 15-этажный коммерческий центр в городе Аомори. План предстоящего преступления заключался в нелегальном проникновении на арендованном катере в Японию с целью закладки взрывчатки в намеченных местах и последующим требованием к японскому правительству освободить Сёко Асахару и выплатить 10 млн долларов. 22 июня 2000 года Сигачёв повторно посетил Японию с целью уточнить порядок проведения предстоящей операции, но через три дня вернулся, поскольку решил, что находится под наблюдением японской полиции.
1 июля 2000 года во Владивостоке сотрудниками ФСБ были задержаны глава российской ячейки Дмитрий Сигачёв и её члены Борис Тупейко, Дмитрий Воронов, Александр Шевченко. Согласно оперативным данным, сектанты собирались провести в Японии ряд террористических актов с целью освобождения Асахары. Его предполагалось спрятать в одной из нескольких купленных для этого квартир в посёлке Славянка в Приморском крае. В ходе обысков в квартирах и гараже задержанных были найдены 4 пистолета ТТ, автомат Калашникова, боеприпасы к ним, а также самодельные взрывные устройства в виде тротиловых и гексогеновых шашек, и фотографии людных мест городов Токио, Саппоро и Аомори. Со ссылкой на данные портала «Страна.ру», газета «Коммерсантъ» отмечает, что найденной взрывчатки хватило бы, при самых скромных подсчётах, на 12 мощных взрывов в указанных трёх японских городах. Также было обнаружено неотправленное письмо японскому премьер-министру, в котором выдвигалось требование освободить Сёко Асахару с угрозой, что «наша боевая группа, расположенная на территории Японии, приступит к планомерному уничтожению населения: женщин, мужчин, детей и стариков».
В январе 2002 года члены террористической группы были приговорены к различным срокам (Дмитрий Сигачёв приговорён к 8 годам лишения свободы, Борис Тупейко — к 6,5, а Дмитрий Воронов — к 4,5 годам лишения свободы) отбывания наказания в колониях строгого режима с конфискацией имущества. Сигачёв также был приговорён к выплате штрафа в размере 100 МРОТ. Александр Шевченко был приговорён к 3 годам условно с отсрочкой исполнения приговора на 2,5 года. Алексей Юрчук был признан невменяемым, ему назначено принудительное лечение в психиатрической больнице.

### Запрет деятельности в России
В апреле 2016 года Главным следственным управлением Следственного комитета Российской Федерации было возбуждено уголовное дело против ряда лиц — последователей «Аум синрикё», которые не позднее 2011 года создали в форме религиозной группы на территории Москвы и Санкт-Петербурга объединение. В период с 2012 года по 2014 год противоправная деятельность группы проводилась при помощи Интернета через сбор пожертвований. 20 сентября 2016 года Верховный Суд Российской Федерации вынес следующее решение: «Признать международное религиозное объединение „Аум синрикё“ террористической организацией и запретить её деятельность на территории России».
18 декабря 2024 года Росфинмониторинг внес в список террористов и экстремистов российское подразделение «Аум синрикё»

### Судебный процесс Михаила Устьянцева
1 мая 2018 года в Волгограде сотрудники ФСБ России пресекли деятельность жителя Москвы Михаила Устьянцева (псевдоним «Минору Кавагучи», член с 1994 года), занимавшегося организацией очередного собрания аумовцев, а позже его арестовали. В отношении Устьянцева было возбуждено уголовное дело по факту создания террористического сообщества, организации деятельности террористической организации, созданию религиозного или общественного объединения, деятельность которого сопряжена с насилием над гражданами или иным причинением вреда их здоровью, а также  руководство таким объединением (ч.1 ст.205.4, ч.1 ст.205.5, ч.1 ст.239 УК РФ). Согласно материалам уголовного дела, Устьянцев возглавлял российское структурное подразделение «Аум синрикё», а также занимался распространением среди жителей Волгограда, Москвы, Санкт-Петербурга и других населённых пунктов Российской Федерации религиозной доктрины, «побуждающей рядовых адептов преподносить ему денежные средства, которые он передавал японским руководителям террористического сообщества «Аум синрикё», тем самым финансировал терроризм». По данным внутреннего бухгалтерского учёта, в российском подразделении организации состояло 2799 человек, которые в период с 2012 по 2016 год сделали денежные взносы в общей сумме не менее 88,7 млн руб., полученные средства затем были переданы японскому руководству, при этом из них 19 млн руб. лично получил глава террористического сообщества Бан Масаюки. Государственный обвинитель запрашивал для подсудимого 18 лет колонии строгого режима. 26 ноября 2020 года Южный окружной военный суд в Ростове-на-Дону признал Устьянцева виновным в совершении преступлений, и приговорил его к лишению свободы на срок 15 лет в исправительной колонии строгого режима. 7 апреля 2021 года Апелляционный военный суд полностью подтвердил решение нижестоящего суда.

## Доктрина
Доктрина «Аум синрикё» является ярким примером религиозного синкретизма, поскольку вероучение секты содержит в себе отрывки из других течений буддизма, наряду с заимствованиями из даосизма, христианства, с привлечением мыслей из сочинений Нострадамуса, тантризма и йоги, перемешанные с мыслями самого Сёко Асахары, нашедшими отражение в его сочинениях — «Инициация», «Махаяна-сутра», «Учение истины», «Татхагата Абидамма», а также самостоятельных переводах книг, входящих в состав палийского канона. По мнению религиоведа И. Я. Кантерова, «он объявлял созданное им учение высшей формой синтеза всех мировых религий». Асахара называется «Духом истины» и объявляется Буддой, Христом, Индрой, королём асуров, а также строителем всех мировых пирамид, основателем цивилизации каменного века, воплощением всех человеческих знаний и слугой Шивы. В «Аум синрикё» почитаются буддийские и индийские божества, среди которых особо выделяется Шива. Учение «Аум синрикё» было частично заимствовано у необуддийской секты «Агон-сю», практиковавшей ежегодную церемонию пожара и впитавшей в себя элементы раннего буддизма, тантризма, индуизма и йоги. Затем в качестве разъяснения выражения «все религии — один путь» проповедуется, что все религии находятся в составе одной из частей Йоги и буддийского мировоззрения. Исходя из этого, проповедуется, что Бог — создатель в христианстве — это Бонтэн (в «Аум синрикё» переводится как «Великое святое небо») и т. д. Божество, которое покровительствует и руководит «Аум синрикё» — это всевышний бог Шива, повелевший Асахаре построить идеальное общество — Шамбалу. Всевышний бог Шива для «Аум синрикё» означает «наивысшее сознание», с ним объединяются и сливаются души достигших освобождения, находящихся в Маха-Нирване, также можно понимать в том же значении, как и саму Маха-Нирвану. В индуизме (индийской мифологии) тоже есть имя бога Шива, но это не более чем одно из тел его воплощений. Также Асахара Сёко является учеником Шивы и вместе с тем также является и феноменальным телом Шивы.
В секте формально соблюдается предписание строгой ахимсы (ненасилия).
«Аум синрикё» была объявлена идея т. н. «триединого спасения», включавшая в себя задачи: 1) научить людей избавляться от болезней, 2) помочь им в обретении душевного покоя, счастья и мудрости, 3) достичь просветления и освобождения. Асахара говорил, что через практику Аум менее чем за 2 года возможно привести человека к достижению сверхъестественных энергий и просветления.

### Космогония
Первопричина бытия в учении Сёко Асахары содержится в столкновении трёх гун, от которого в свою очередь произошёл Большой взрыв, породивший эволюцию.

### Столпы учения
В качестве «Пяти столпов» учения «Аум синрикё» приводятся нижеследующие пункты, которым придаётся особое значение как религиозной практике.
1. Существование гуру, который ведёт в духовной практике до достижения конечного пункта (духовный наставник).
2. Правильное учение, основанное на непостоянстве.
3. Система духовной практики, которая позволяет получить реальный личный опыт этого учения.
4. Существование практикующих, которые в реальности начав практику этого учения, уже продвинули и развивают свою духовную практику.
5. Существование инициаций для продвижения духовной практики.

### «Поа»
Слову «Поа» даётся следующее определение: «Поа — это перенесение сознания в высокие миры». Это можно истолковать как ослабление факторов мирских желаний, имеющихся в сознании, а не то, что касается реального рождения и смерти. Самое важное в этом процессе «Поа» — это перенесение сознания в промежуточном состоянии, которое следует непосредственно после смерти. Оно определяет момент перевоплощения в следующей жизни.
Следовательно, перенесение сознания в момент смерти — это «Поа» в узком смысле. Продолжая эту тему, также есть специальная техника, называемая «Поа», с помощью которой «дают перевоплощение, перенося сознание в более высокие миры, что влечёт за собой (в реальности) позитивную смерть». Это стало основанием для того, чтобы со стороны следствия утверждать, что под словом «Поа» оправдывается безжалостное убийство (такое толкование было дано в связи с рядом преступлений, основываясь на реальных примерах «Поа», проведённых руководством религиозной общины внутри организации).

### Духовные практики
Учение «Аум синрикё» эзотерично и основывается на йоге и буддизме. Оно состоит из 20 ступеней сокровенных техник.
В «Аум синрикё» проповедуется о том, что содержание духовной практики можно разделить на три или на четыре вида:
- Малая колесница (Хинаяна),
- Большая колесница (Махаяна),
- Тайная алмазная колесница (Тантра-Ваджраяна)

При проповеди в более строгой форме деление идёт на тантраяну и ваджраяну.
В качестве конкретной системы практики монахи практикуют семь видов и тридцать семь элементов освобождения из буддизма стхавиравады, а верующие-миряне практикуют шесть парамит из буддизма «большой колесницы», также используются йога, практики тибетского эзотерического буддизма и другие виды практик. Однако подробности религиозных практик остаются в секретности. Сами ритуалы посвящения зачастую связаны с использованием галлюциногенов, таких как ЛСД.
Достижение состояния нирваны считается возможным лишь для членов секты. Также допускается прижизненное достижение состояния бодхисаттвы.
Духовная практика направлена на раскрытие чакр и пробуждение («поднятие») дремлющей в каждом человеке мистической энергии кундалини, которую Асахара объяснял как духовную энергию, спящую в копчике, которая в ходе практики должна в виде змея вползти в позвоночник и, поднявшись до мозга, уничтожить прежнее сознание. Для этого новообращённый адепт обязан пройти непрерывный семинар, длящийся 60 часов с прослушиванием особой музыки. Потом такие же семинары, но с меньшей продолжительностью, проводятся каждый день. Также существует домашняя духовная практика, заключающаяся в поклонении алтарю, на котором находятся изображения Шивы, Асахары и его ближайших учеников, а также чтение мантр, медитация и снова прослушивание особой музыки. В практику также входят долговременные психофизические упражнения, техника глубокого дыхания и истощающие ограничения сна и питания.

### Антисемитизм
Одной из заметных политических идей секты был открытый яркий антисемитизм. Так в январе 1995 году в журнале «Ваджрана Сакка» была опубликована статья «Еврейские амбиции: тотальное покорение мира», позиционированная как манифест десятилетия антисемитской пропаганды в Японии. На сайте «АУМ» специальный раздел был посвящён антисемитской деятельности секты с десятками публикаций на эту тему, включая «Протоколы сионских мудрецов».

## Идейное влияние других религий

### Влияние буддизма
По оценке религиоведа И. Я. Кантерова Сёко Асахара позаимствовал и приспособил для учения и практики «Аум синрикё» главным образом положения «из тантрического буддизма с добавлением элементов других религий». По оценке буддолога и главного редактора журнала «Буддизм в России» А. А. Терентьева, «это была мешанина, где использовались и буддистские, и христианские термины, и бог знает что, но никакого отношения к буддизму это не имело»; и отмечая, что «в журнале „Буддизм России“ мы печатали материалы, разоблачающие Асахару», он указывает на то, что «его якобы связи с буддизмом и претензии на то, что он имеет поддержку в буддизме, не были ни на чём основаны».
Согласно учению «Аум», путь к конечному просветлению (по словам Шакьямуни Будды, это «место, где всё достигнуто и не осталось ничего, что ещё можно было бы желать достигнуть») лежит через достижение множества маленьких просветлений (нирван), каждое из которых поднимает сознание практикующих на более высокий уровень, таким образом делая практикующих разумнее, лучше, более развитыми путём сближения с их «собственной истиной» («атман»). Как верил Асахара, тропинка буддизма будет наиболее эффективной, поэтому он выбрал оригинальное учение Будды Шакьямуни как основу для доктрины Аум. Тем не менее он также добавлял различные вариации из других традиций, таких как китайская гимнастика (для полного улучшения телесного здоровья) или асаны из йоги (чтобы подготовиться для долгого сохранения поз при медитации). Он также перевёл много из традиционной буддийской терминологии на современный японский язык и затем изменил их написание чтобы сделать термины менее запутывающими и более лёгкими для запоминания и понимания. Он отстаивает свои инновации, ссылаясь на Будду Шакьямуни, который выбрал язык пали вместо санскрита для того, чтобы сделать учение доступным для населения, которые не могли понимать язык древней образованной элиты Индии.
По мнению Асахары, доктрина Аум заключает в себе все три главные буддийские школы: тхеравада (нацеленная на достижение индивидуального просветления (нирваны)), махаяна («великая колесница», нацеленная на помощь другим), и тантрическая ваджраяна («алмазная колесница», которая включает в себя тайные посвящения, тайные мантры медитации). В своей книге «Посвящение» Асахара сравнивает стадии просветления известных «Йога-сутр» Патанджали с Восьмеричным путём, заявляя, что эти две традиции описывают одни и те же действия, но с помощью разных слов. Асахара является автором множества других книг, среди которых наиболее известны «По ту сторону жизни и смерти» и «Махаяна-сутра». Книги объясняют процесс достижения различных стадий просветления, почерпнутый из древних книг, и приводят сравнения этого с опытами Асахары и его последователей. Он также издал комментарии к древним священным книгам. И наконец, учение Асахары посвящено особым идеям (от путей сохранения правильных поз в медитации до методов увеличения уровня детского здоровья), изучаемым последователями Аум. Некоторые положения учения кажутся совершенно простыми в части решения ежедневно возникающих ситуаций таких как отсутствие счастья, возникающее из-за проблем в человеческих отношениях. Другие используют усложнённый язык и описывают проблемы более изощрённым языком, предназначенным для образованных элит. Полное и постоянное отречение обычно учит аспектам, связанным с продвижением на более высокий уровень, в то время как мирские последователи концентрируются в большей степени на том, как преодолеть трудности, носящие общий характер. Некоторые положения учения, относящиеся к «начальному уровню» не являются обучением (хорошим примером здесь являются телевизионные интервью или записи, которые передаются по радиостанции «Аум»).

#### Возможные связи с Далай-ламой
В 1998 году Кристофер Хитченс писал, что Сёко Асахара передал Далай-ламе XIV 45 млн рупий (или 140 млн иен, или 1,2 млн долларов США), за что был вознаграждён несколькими встречами на высшем уровне. В 2010 году британская газета Independent, указывая на этот факт, также отмечала, что Далай-лама всегда укорял себя за то, что поддерживал «Аум синрикё» и её лидера.
В 2002 году религиовед Кэтрин Вессингер писала, что находясь в 1986—1987 годах в Индии Асахара встретился с Далай-ламой XIV, о котором позднее говорил, что он его уполномочил на проповедь буддизма в Японии.
В 2007 году китайское информационное агентство Синьхуа сообщало, что Сёко Асахара заявлял: «Далай-Лама лично привёл его в буддийскую традицию махаяны». По данным агентства Далай-лама дал Асахаре письменные свидетельства или рекомендательные письма к буддийским авторитетам в Токио о том, что тот является «очень способным религиозным наставником». В 2009 году китайская газета «Жэньминь жибао» утверждала, что «большинство вероучений и религиозных требований „Аум синрикё“ заимствовано у Далай-ламы». По сведениям «Синьхуа» и «Жэньминь жибао», немецкий еженедельник «Фокус» по поводу взаимоотношений Далай-ламы с Сёко Асахарой писал, что «без поддержки Далай-ламы Сёко Асахаре не удалось бы создать его религиозную империю, а также не удалось бы так успешно за короткие несколько лет фантастическим образом выскочить со странствующего лекаря и незначительного уголовного мошенника на высоту одного из религиозных лидеров Японии, это можно утверждать».
20 октября 2013 года «Первый канал» отмечал, что «Аум синрикё» начинала свою деятельность фактически как друг Далай-ламы.
В 2018 году буддолог А. А. Терентьев, в 90-е годы являвшийся личным переводчиком Далай-ламы, в комментарии информационному агентству «Россия сегодня» отмечал, что в 90-е годы на его вопрос об Асахаре Далай-лама ответил, что Асахара приезжал в Дарамсалу и пожертвовал значительное количество денег на местный интернат с детьми-сиротами, за что получил от Далай-ламы благодарственную грамоту. После же вопроса о духовных достижениях Асахары Далай-лама, по словам Терентьева, «искоса посмотрел» на своего переводчика и ответил, что «о его [Асахары] духовных достижениях ничего не знает». Также Терентьев указывал, что поводом для вопроса стало то, что в то время в московском метро ему дали листовку «Аум синрикё», на которой была фотография Асахары с Далай-ламой, а также фотокопия диплома от Далай-ламы как якобы подтверждение больших духовных заслуг Асахары. После проверки данной листовки с помощью лупы Терентьев выяснил, что диплом на самом деле являлся «благодарственным письмом за ранее внесённое пожертвование для тибетских детей, а вовсе не каким-то подтверждением его духовных достижений».

### Влияние христианства
В 1992 году Асахара издал книгу «Провозглашая себя Христом», в которой открыто объявляет себя «Христом» — японским абсолютно просветлённым наставником и «Агнцем Божьим». Он заявлял, что его миссией является взять на себя грехи всего мира, что он может передать своим последователям духовную силу и в конечном счёте унести их грехи и плохую карму. Он также видел злой умысел во всём, что распространяют евреи, масоны и соперничающие с его учением другие японские религии.
В конечном счёте Асахара обрисовал пророчество дня страшного суда, который включает в себя Третью мировую войну. По Асахаре, финальный конфликт достигнет своей кульминации в ядерном Армагеддоне. Асахара использовал термин «Армагеддон», который он взял из Откровения Иоанна Богослова. Человечество прекратит своё существование за исключением нескольких избранных — тех, кто сумеет достигнуть Аум. Миссия Аум не только в том, чтобы распространять по миру спасение, но также в том, чтобы пережить этот «конец времён». Асахара предсказывал, что Армагеддон случится в 1997 году.

### На русском языке
- Агаджанян А. С. Необуддизм // Энциклопедия религий / Под ред. А. П. Забияко, А. Н. Красникова, Е. С. Элбакян. — М.: Академический проект, 2008. — С. 861—862. — 1520 с. — ISBN 978-5-8291-1084-0 ISBN 978-5-98426-067-1.
- Балагушкин Е. Г. Аум Синрикё // Религии народов современной России: Словарь / М. П. Мчедлов (отв. ред.), Аверьянов Ю. И., Басилов В. Н. и др.. — 2-е изд., испр. и доп.. — М.: Республика, 2002. — С. 33—36. — 624 с. — 4000 экз. — ISBN 5-250-01818-1.
- Балагушкин Е. Г. Нетрадиционные религии в современной России : Системно-аналитический подход / автореферат дис. … доктора философских наук : 09.00.13. — М.: Ин-т философии РАН, 2006. — 66 с.
- Беспаленко П. Н., Римский В. П. Политико-идеологические и социокультурные основания типологии нетрадиционных религий // Известия Тульского государственного университета. Гуманитарные науки. — Тула: Тульский государственный университет, 2009. — № 1. — С. 3—13.
- Егорцев А. Ю. Аум Синрикё // Православная энциклопедия. — М.: Церковно-научный центр «Православная энциклопедия», 2001. — Т. III. — С. 752. — 693-694 с. — 40 000 экз. — ISBN 5-89572-008-0.
- Жаринов К. В. Аум Синрикё // Терроризм и террористы: Ист. справочник / под общ. ред. А. Е. Тараса. — Минск: Харвест, 1999. — 606 с. — (Коммандос).
- Кантеров И. Я. Аум Синрикё // Религиоведение: энциклопедический словарь / Под ред. А. П. Забияко, А. Н. Красникова, Е. С. Элбакян. — М.: Академический проект, 2006. — С. 82. — 1520 с. — ISBN 978-5-8291-1084-0 ISBN 978-5-98426-067-1.
- Аум Синрикё : [арх. 19 октября 2022] / И. Я. Кантеров // Анкилоз — Банка. — М. : Большая российская энциклопедия, 2005. — С. 493. — (Большая российская энциклопедия : [в 35 т.] / гл. ред. Ю. С. Осипов ; 2004—2017, т. 2). — ISBN 5-85270-330-3.
- Карнацевич В. Л. Аум Синрикё // 50 знаменитых сект. — Харьков: Фолио, 2004. — 587 с. — ISBN 978-966-03-2580-0.
- Крахмальникова З. А. Вместо эпилога. Духовная пустыня. Зачем Асахара пожаловал в Россию? // Слушай, тюрьма! : Лефортовские записки; Письма из ссылки; Я строю монастырь; Вместо эпилога; Духовная пустыня. — М.: ПИК, 1995. — С. 143—148. — 150 с.
- Курносов Ю. В. Эзотеризм как культурно-исторический феномен. — диссертация … доктора философских наук : 09.00.11, 09.00.13. — М.: Рос. акад. гос. службы при Президенте РФ, 1997. — 249 с.
- Макарова Н. И. Часть четвертая. Секты протестантского типа 13. Аум Синрикё (Учение истины Аум) // Тайные общества и секты. — Минск: Литература, 1997. — 624 с. — (Энциклопедия преступлений и катастроф). — 10 100 экз. — ISBN 985-6274-60-5. (копия)
- Олейник Н. Н. Возникновение и опасность терроризма для развития российского федерализма // Научные ведомости Белгородского государственного университета. Серия: Философия. Социология. Право. — Белгород: Белгородский государственный университет, 2009. — Т. 10, № 9. — С. 142—147.
- Пахомов С. В. Буддизм в Японии // Религиоведение: Учебное пособие / Под ред. М. М. Шахнович. — СПб.: Питер, 2007. — С. 181. — 432 с. — («Учебное пособие»). — 3500 (доп.) экз. — ISBN 978-5-469-00861-3.
- Прокопишин Р. А., Герасимов А. В., Кудеярова Н. Ю. Особенности динамики изменений личности у последователей псевдорелигиозных корпораций. — М.: Институт психологии РАН, 15-16 сентября 1999 г.. Архивировано 25 октября 2013 года.
- Раевский А. Е. Психологическое манипулирование в новых религиозных движениях // Вестник Московского университета. Серия «Психология». — М.: Издательство МГУ имени М. В. Ломоносова, 2009. — № 1. — С. 81—90. (копия статьи)
- Раевский А. Е. Социально-психологические факторы религиозного терроризма в Японии / Ю. П. Зинченко. — Москва: Факультет психологии МГУ, 2015.
- Религии мира: история, культура, вероучение / Под ред. А. О. Чубарьяна, Г. М. Бонгард-Левина. — М.: Олма медиа групп, 2006. — 398 с. — ISBN 978-5-373-00714-6.
- Сиваков Е. А. Тоталитарная секта «Аум Синрикё» и религиозная безопасность Японии // Япония 2007 : ежегодник. — М.: АИРО-XXI, 2007. — С. 188-205. — ISBN 978-5-91022-039-7.
- Силантьев Р. А. Аум Синрикё // Народы и религии мира / Гл. ред. В. А. Тишков, Редкол. О. А. Артемьева, С. А. Арутюнов, А. Н. Кожановский и др.. — М.: Большая Российская энциклопедия, 1999. — С. 684—685. — 928 с. — 100 000 экз. — ISBN 5-85270-155-6.
- Тоталитарная секта // Большая энциклопедия: В 62 томах. — М.: Терра, 2006. — Т. 50. — С. 427, 435. — 592 с. — ISBN 5-273-00432-2.
- Холмогоров Е. С. Хроника: международный христианский семинар «Тоталитарные секты в России» // Альфа и Омега. — 1994. — № 2. — С. 138—161.
- Хохлов И. И. Аум Синрикё (Учение истины АУМ) // Национальная и государственная безопасность Российской Федерации. — 2005. Архивировано 6 сентября 2011 года.

### На других языках
- Филипович Л. О. АУМ Сінрікьо // Історія релігії в Україні: Навчальний посібник / Отв. ред.: A. M. Колодний, П. Л. Яроцький. — Киев: Т-во "Знання"[укр.], КОО, 1999. — С. 641—642. — 735 с. — (Вища освіта XXI століття). — ISBN 966-7293-71-8.
- Annual Report 2009 Review and Prospect of Internal and Extarnal Situations. — Tokyo: Public Security Intelligence Agency, 2010. — 67 p.
- Archer, Toby. The emperor has some clothes on: fairy tales, scary tales and Weapons of Mass Destruction // UPI Working Papers. — Helsinki: Ulkopoliittinen instituutti (UPI) – The Finnish Institute of International Affairs (FIIA)[англ.], 2004. — Т. 46. — С. 1—40. — ISBN 951-769-157-2. — ISSN 1456-1360. Архивировано 12 января 2014 года. (копия статьи)
- Asahara Shoko // Encyclopædia Britannica.
- Atkins, Stephen E. Encyclopedia of Modern Worldwide Extremists and Extremist Groups. — Westport: Greenwood Publishing Group, 2004. — 400 p. — ISBN 978-0-313-32485-7.
- Ballard, T., Pate, J., Ackerman, G., McCauley, D., Lawson, S. Chronology of Aum Shinrikyo’s CBW Activities // CNS Reports. — Monterey: Center for Nonproliferation Studies (Monterey Institute of International Studies[англ.] of Middlebury College, 2001. — С. 1—17. Архивировано из оригинала 26 ноября 2011 года.
- Bocking, Brian. Aum Shinrikyo // Overview of World Religions / Elliott Shaw (General Editor), Michael Pye (Consultant Editor). — Cumbria: University of Cumbria[англ.], Division of Religion and Philosophy, 1999.
- Borum, Randy. Psychology of Terrorism. — Tampa: University of South Florida, 2004. — 79 p. (копия книги)
- Bunn, Matthew. Guardians at the Gates of Hell Estimating the Risk of Nuclear Theft and Terrorism – and Identifying the Highest-Priority Risks of Nuclear Theft. — Cambridge: MIT, 2007. — 466 p.
- Bunn, Matthew. The threat of nuclear terrorism: What’s new? What’s true? // Nuclear Security Summit 2012. — Harvard Kennedy School Belfer Center for Science and International Affairs[англ.], 2012. — С. 1—52. Архивировано 4 августа 2025 года.}}
- Cameron, G. “Multi-Track Microproliferation: Lessons from Aum Shinrikyo and Al Qaida // Studies in Conflict and Terrorism. — 1999. — № 22. — С. 79—91.
- Chevrier M. I. The aftermath of Aum Shinrikyo: A new paradigm of terror? // Politics and the Life Sciences. — 1996. — С. 194—196.
- Chirico, Melissa. Changing Perceptions of the Nuclear Terrorism Threat: A Case Study of the Aum Shinrikyo Cult. — Washington: George Washington University Edmund A. Walsh School of Foreign Service, 1999.
- Copeland, Thomas. Is the "New Terrorism" Really New? An Analysis of the New Paradigm for Terrorism // The Journal of Conflict Studies. — Centre for Conflict Studies, University of New Brunswick[англ.], 2001. — Т. XXI, № 2. — С. 91—105. Архивировано 8 мая 2012 года.
- Cronin A. K., Aden H., Frost А., Jones B. Aum Shinrikyo (Aum) // Foreign Terrorist Organizations. — CRS Report for Congress[англ.], 6 February 2004. — P. 17—19. — 108 p.
- Cronin, Audrey Kurth. Behind the Curve. Globalization and International Terrorism // International Security. — 2002. — Т. 27, № 3. — С. 30—58.
- Copper, Barry[англ.]. UNHOLY TERROR: The Origin and Significance of Contemporary, Religion-based Terrorism // Studies in Defence and Foreign Policy. — Vancouver: Fraser Institute[англ.], 2002. — № 1. — С. 50. — ISSN 702-0263. Архивировано из оригинала 10 января 2014 года.
- Sara Daly, John Parachini, William Rosenau. Aum Shinrikyo, Al Qaeda, and the Kinshasa Reactor Implications of Three Case Studies for Combating Nuclear Terrorism. — Santa Monica: RAND Corporation, 2005. — 75 p. — ISBN 0-8330-3761-7.
- Dasher, Michael. Aum Shinrikyo (Supreme Truth) // Encyclopedia of Terrorism / Cindy C. Combs, Martin Slann. — New York: Infobase Publishing[англ.], 2007. — P. 32—34, 44, 220, 409с. — ISBN 0-8160-6277-3. Архивировано 10 января 2014 года.
- Richard Danzig[англ.], Marc Sageman[англ.], Terrance Leighton, Lloyd Hough, Hidemi Yuki, Rui Kotani and Zachary M. Hosford. Aum Shinrikyo:  Insights Into How Terrorists Develop Biological and Chemical Weapons. — July. — Washington: Center for a New American Security[англ.], 2011. — 61 p. Архивировано 24 марта 2012 года. (копия книги)
- Drozdek, Boris; Wilson,  John P. Voices of Trauma: Treating Psychological Trauma Across Cultures. — Springer Science, 2007. — P. 61. — ISBN 978-0-387-69794-9.
- Dunn, Lewis A. Can al Qaeda Be Deterred from Using Nuclear Weapons?. — Washington: Center for the Study of Weapons of Mass Destruction National Defense University[англ.], 2005. — Т. 3. — С. 1—44. Архивировано 16 февраля 2013 года.
- Ferguson Charles D., Potter William C., Sands Amy, Spector Leonard S., Wehling Fred L. The four faces of nuclear terrorism. — Monterey: Monterey Institute[англ.] — Center for Nonproliferation Studies Nuclear Threat Initiative, 2004. — 378 p. — ISBN 1-885350-09-0.
- Gurr Nadine, Cole Benjamin. The New Face of Terrorism : Threats from Weapons of Mass Destruction. — London: I.B. Tauris, 2002. — 308 p. — ISBN 1860648258.
- Hardacre, Helen. Aum Shinrikyô and the Japanese Media: The Pied Piper Meets the Lamb of God // History of Religions[англ.]. — Chicago: University of Chicago Press, 2007—2008. — Т. 47, № 2—3. — С. 171—204. Архивировано 12 января 2014 года.
- Hoffman Bruce, Campell James, Arbman Gunnar, Roffey Roger, Sellström Åke, Jervas Gunnar. NBC-Weapons and terrorism two foreign contributions and four swedish views // Gunnar Jervas (ed.). — Stockholm: Swedish Defence Research Agency[англ.], Defence Research Establishment, Division of Defence Analysis, 1998. — С. 1—83. — ISSN 1104-9154. Архивировано 24 сентября 2015 года.
- Hudson, Rex A. The sociology and psychology of terrorism: who becomes a terrorist and why? / Marilyn Majeska (editor), Andrea M. Savada (project manager), Helen C. Metz (project manager). — Washington: Federal Research Division[англ.], Library of Congress, 1999. — 127 p. (копия)
- Seth G. Jones, Martin C. Libicki. How terrorist groups end : lessons for countering Al Qa’ida. — Santa Monica: RAND Corporation, 2008. — 227 p. — ISBN 978-0-8330-4465-5.
- Jones, James W. Why does religion turn violent? A Psychoanalytic Exploration of Religious Terrorism // The Psychoanalytic Review. — 2006. — Т. 93, № 2. — С. 167—190. Архивировано 10 января 2014 года.
- Kaplan David E.[англ.], Marshall Andrew. The Cult at the End of the World: The Terrifying Story of the Aum Doomsday Cult, from the Subways of Tokyo to the Nuclear Arsenals of Russia. — Random House, 1996. — ISBN 0-517-70543-5.
- Kazi, Reshmi. Nuclear terrorism the new terror of the 21st century. — New Delhi: Institute for Defence Studies and Analyses[англ.], 2013. — Vol. 27. — 148 p. — ISBN 978-93-82169-27-7.
- Koenig, Tori Alexandra. Different Dreams: An Examination of America' and Japan's National Characters. — Muncie: Ball State University[англ.], 2008. — С. 1—59. Архивировано из оригинала 16 января 2014 года.
- Lewis, James R.; Petersen, Jesper Aagaard. Controversial New Religions (англ.). — Oxford University Press, 2005. — 483 p. — ISBN 978-0-19-515683-6.
- Lifton R. J. Destroying the World to Save It: Aum Shinrikyo, Apocalyptic Violence, and the New Global Terrorism. — Henry Holt, 1999. — 384 p. — ISBN 0-8050-6511-3.
- Marincel Michelle K., Cochran John R., Furaus James P. Open Literature Review of Threats Including Sabotage and Theft of Fissile Material Transport in Japan. — Albuquerque, Livermore: Sandia National Laboratories, 2005. — 43 p.
- Marshall Andrew. It gassed the Tokyo subway, microwaved its enemies and tortured its members. So why is the Aum cult thriving? // The Guardian. — 15 July 1999.
- Maekawa, Michiko. Syncretism in Japanese New Religions : The Case of Aum Shinrikyo and Aleph. — С. 145—158. Архивировано 10 января 2014 года.
- Melton, J. G. Aleph // Encyclopaedia Britannica. Архивировано 29 октября 2013 года.
- Measures to Prevent, Intercept and Respond Illicit Uses of Nuclear Material and Radioactive Sources. — Vienna: IAEA, 2002. — 642 p. — ISBN 92-0-116302-9.
- Neto Isaura Manso, Dinis Francisco Vieira. EVIL, EVILNESS, Violence and Terrorism // Grupanáliseonline. — 2010. — Т. 1. — С. 1—15. Архивировано 12 января 2014 года.
  - Schmid, Alex P. Nuclear terrorism: How real is the treat?. — 2002. — С. 13—46.
  - Maroto, R. Treats and risks: new treats in terrorism?. — 2002. — С. 47—52.
  - Maerli, M. The treat of nuclear terrorism. — 2002. — С. 53—65.
  - Meehan W. J., Soo Hoo M. The IAEA programme activities addressing illicit trafficing in nuclear materials and other radioactive sources. — 2002. — С. 66—72.
  - Steinhäusler, F., Bremer-Maerli, M. and Zaitseva, L. Assessment of the threat from diverted radioactive material and ?orphan sources? ? an international comparison. — 2002. — С. 274—283.
- Métraux, Daniel Alfred. Aum Shinrikyo and Japanese youth. — Lanham, MD:: University Press of America, 1999. — P. 11. — 144 p.
- Muir, Angus M. Terrorism and Weapons of Mass Destruction: The Case of Aum Shinrikyo // Studies in Conflict and Terrorism. — 1999. — № 22. — С. 79—91.
- Olson, Kyle B. Appendix G: State Of The Art Terrorism // Emergency Response to Terrorism: Tactical Considerations: Company Officer. — Washington: National Fire Academy[англ.], 1997. — P. G1-48.
- Pangerl, Karsten. The Connection between Apocalyptic Thinking and the Use of Weapons of Mass Destruction in the Case of Aum Shinrikyo // IR-Rookies: Student Papers in International Politics. — Ludwig-Maximilians-Universität München, 2008. — № 1. — С. 1—20. — ISSN 1868-1379.
- Pangi, Robyn. After the Attack: The Psychological Consequences of Terrorism // Perspectives on Preparedness. — Cambridge: Belfer Center for Science and International Affairs[англ.], 2002. — № 7. — С. 1—21.
- Pangi, Robyn. Consequence Management in the 1995 Sarin Attacks on the Japanese Subway System // BCSIA Discussion Paper 2002-4, ESDP Discussion Paper ESDP-2002-01. — John F. Kennedy School of Government, Harvard University, 2002-4. — С. 1—49.
- Perlmutter, Dawn. Investigating religious terrorism and ritualistic crimes. — Boca Raton, London, New York, Washington, D.C.: CRC Press, 2004. — 453 p. — ISBN 0-8493-1034-2.
- Rabasa Angel, Chalk Peter, Cragin Kim, Daly Sara A., Gregg Heather S., Karasik Theodore W., O’Brien Kevin A., Rosenau  William. The global jihadist movement. Part 1. — Washington: RAND Corporation, 2006. — 228 p. — ISBN 978-0-8330-3930-9.
- Rasmussen Maria J., Hafez Mohammed M. Terrorist Innovations in Weapons of Mass Effect Preconditions, Causes, and Predictive Indicators. — Fort Belvoir[англ.]: Defense Threat Reduction Agency[англ.], 2010. — 203 p.
- Reader, Ian. Scholarship, Aum Shinrikyô, and Academic Integrity // Nova Religio: The Journal of Alternative and Emergent Religions. — 2000. — Vol. 3, № 2. Архивировано из оригинала 5 октября 2011 года.
- Smithson Amy E., Levy Leslie-Anne. Chapter 3 Rethinking the Lessons of Tokyo // Ataxia:The Chemical and Biological Terrorism Threat and the US Response / Smithson Amy E., Levy Leslie-Anne. — Washington: The Henry L. Stimson Center[англ.], 2000. — Vol. 35. — P. 71—111. — 319 p.
- Supplemental Handbook No. 1.01 Terror Operations: Case Studies in Terrorism to DCSINT Handbook No. 1 A Military Guide to Terrorism in the Twenty-First Century, Version 3.0. — Leavenworth: U. S. Army Training and Doctrine Command[англ.], Deputy Chief of Staff for Intelligence Assistant, Deputy Chief of Staff for Intelligent Treats Fort, 2005. — 106 p.
- Tellis, Ashley J. Assessing America’s War on Terror: Confronting Insurgency, Cementing Primacy // NBR Analysis. — Washington: National Bureau of Asian Research[англ.], 2004. — Т. 15, № 4. — С. 1—104. Архивировано 4 марта 2016 года.
- Twemlow, Stuart W. The Relevance of Psychoanalysis to an Understanding of Terrorism // International Journal of Psychoanalysis. — Т. 86, № 4. — С. 957—962.
- Valsi, K. Variable affecting the acquisition of nuclear weapons by terrorist groups: a syrvery of recent literature and implications for risk analysis. — Los Angeles: University of Southern California Center for Risk and Economic Analysis of Terrorism Events, 2005. — 23 p. Архивировано 10 января 2014 года.
- Wessinger, Catherine. Aum Shinrikyo and Japanese youth // Utopian Studies[англ.]. — Penn State University Press[англ.], 2002. — Vol. 13, № 1. — P. 229—231. — ISSN 1045991X. (страница 229, страница 231)
- Wilkinson, Gregory E. The next Aum: religious violence and new religious movements in twenty-first century Japan / PhD diss. — Iowa City: University of Iowa, 2009. — 227 p.
- Aum Shinrikyo // The Institute for the Study of Violent Groups[англ.]. — West Haven: University of New Haven, 2012. Архивировано из оригинала 10 января 2014 года.

### Документальная литература

#### На русском языке
- Андреев И., Головнин В. Японский парламент запретил конец света // Центр религиоведческих исследований Иринея Лионского/Известия/ИТАР-ТАСС/Франс Пресс/Радиоцерковь. — 28.12.99. Архивировано 14 мая 2014 года.
- Виноградов, Валерий. "Аум Синрикё" сменила имя // Вести.ру. — 27.02.2004. Архивировано 14 мая 2014 года.
- Головнин, Василий. В Токио судят активистку "Аум Синрикё", обвиняемую в покушении на губернатора // ИТАР-ТАСС. — 08.05.2014. Архивировано 14 мая 2014 года.
- Жунусов, Олег. Секу Асахара готовился скрыться в приморском поселке Славянка // Известия. — 05.12.01. Архивировано из оригинала 16 июля 2004 года.
- Жунусов, Олег. «Это была неизбежная ошибка» Дмитрий Сигачев, член секты «Аум синрикё», пытавшийся организовать серию терактов в Японии, дал эксклюзивное интервью «Известиям» // Известия. — 19.02.2004. Архивировано 14 мая 2014 года.
- Зозуля Виктор, Островская Наталья. Русские фанатики из "Аум Синрикё" собирались утопить Японию в крови // Комсомольская правда/Агентство федеральных расследований. — 04.09.2001. Архивировано 14 мая 2014 года.
- Иванов А. Аум синрике" накрыла своей компьютерной паутиной всю Японию… // Коммерсантъ. — 17.04.2002. Архивировано 14 мая 2014 года.
- Латышева, Мария. Осенью в Японии ждут приговора вождю АУМ Синрике // Агентура.ру. Архивировано 14 мая 2014 года.
- Мингажев, Сергей. Организатора газовой атаки в токийском метро выдали комиксы // Вести.ру. — 15.06.2012. Архивировано 14 мая 2014 года.
- Подрабинек, Александр. История АУМ с правозащитной точки зрения: пробный шар // “Экспресс-хроника”. — 21.04.1995. — № 13 (399). Архивировано 14 мая 2014 года.
- Рогаткин, Александр. Учеников Асахары хватает и в России // Вести.ру. — 27.02.2004. Архивировано 14 мая 2014 года.
- Собиев, Дмитрий. Дело Асахары может затянуться еще на столько же // Вести.ру. — 27.02.2004. Архивировано 14 мая 2014 года.
- Тёркин, Виктор. Искусство пробуждать // Частный корреспондент. — 20.03.2013. Архивировано 14 мая 2014 года.
- Шерман, Саша. Аум Синрике // Лента.ру. — 06.07.1999. Архивировано 14 мая 2014 года. (копия)
- Асахаре грозит повешение // Вести.ру. — 24.04.2003. Архивировано 14 мая 2014 года.
- Асахаре зачитывают обвинение // Вести.ру. — 27.02.2004. Архивировано 14 мая 2014 года.
- «Аум» меняет зарин на электронные сети // Центр религиоведческих исследований Иринея Лионского/Коммерсантъ/ИТАР-ТАСС. — 15.12.00. Архивировано 14 мая 2014 года.
- "Аум синрике" снова взялась за производство программного обеспечения // Lenta.ru/Агентство федеральных расследований. — 27.11.2001. Архивировано 15 января 2014 года.
- Второй смертный приговор в деле «Аум Синрикё» // Центр религиоведческих исследований Иринея Лионского/Lenta.ru/France Presse/BBC News. — 15.12.00. Архивировано 14 мая 2014 года.
- В Японии отмечают 11-ю годовщину теракта "Аум Синрике" в метро // NEWSru.com. — 20 марта 2006 г.. Архивировано 14 мая 2014 года.
- Главу "Аум Синрикё" приговорили к смерти // Вести.ру. — 27.02.2004. Архивировано 14 мая 2014 года.
- Долгая поездка // Интерфакс. — 15 июня 2012 года. Архивировано 14 мая 2014 года.
- Задержан последний из лидеров секты "Аум Синрике" // Вести.ру. — 15.06.2012. Архивировано 14 мая 2014 года.
- Обвинительный приговор членам Аум синрикё // Утро.ру. — 23.04.2002. — № 23 (691). Архивировано 14 мая 2014 года.
- Основателя секты повесят // Вести.ру. — 16.09.2006. Архивировано 14 мая 2014 года.
- Процесс над “АУМ Синрике" в Японии // Центр религиоведческих исследований Иринея Лионского/Kyodo News. — 25.01.98. Архивировано 14 мая 2014 года.
- Решение Мосгорсуда дало надежду пострадавшим от деятельности российского филиала "АУМ Синрикё" на получение денежной компенсации // Центр религиоведческих исследований Иринея Лионского. — 29.09.99. Архивировано 14 мая 2014 года.
- Слова и дела российских учеников Асахары // Центр религиоведческих исследований Иринея Лионского. — 28.02.13. Архивировано 14 мая 2014 года.
- Соединенные штаты включают "АУМ Синрике" в список наиболее опасных террористических организаций // Центр религиоведческих исследований Иринея Лионского/Kyodo News. — 10.10.97. Архивировано 14 мая 2014 года.
- Тайная деятельность «Аум» в России // Центр религиоведческих исследований Иринея Лионского/Известия/ИТАР-ТАСС/Сюкан пост. — 28.02.13. Архивировано 14 мая 2014 года.

#### На других языках
- Buckley, Sarah. Aum's lingering legacy // BBC News. — 26 February 2004.
- Jones, Brian. Only A Few People In History Have Dared To Use Sarin Gas // Business Insider. — 30.08.2013. Архивировано 14 мая 2014 года.
- Locker,  Melissa. Tokyo Sarin Gas Attack Suspect Arrested, 17 Years Later (англ.) // Time : magazine. — 4 June 2012. Архивировано 14 мая 2014 года.
- Murakami, Haruki. Underground: The Tokyo Gas Attack and the Japanese Psyche / Translated by Alfred Birnbaum and Philip Gabriel.. — New York: Vintage International, 2001. — 366 p. — ISBN 0-375-72580-6.
- Kaneko, Maya. Journalist warns of aum’s appeal to youths. — 19 March 1999. Архивировано 6 января 2009 года.
- Lee, May. Trial of doomsday cult leader delayed // CNN. — 25 October 1995. Архивировано 14 мая 2014 года.
- Lee, May. Attorney firing seen as delaying action // CNN. — 26 October 1995. Архивировано 14 мая 2014 года.
- Lee, May. Trial opens in Tokyo subway gas attacks // CNN, Associated Press, Reuters. — 24 April 1996. Архивировано 14 мая 2014 года.
- Lee, May. Japan's 'trial of the century' begins // CNN. — 24 April 1996. Архивировано 14 мая 2014 года.
- Sopko John, Edelman Alan. Global Proliferation of Weapons of Mass Destruction: A Case Study on the Aum Shinrikyo // USA Senate Government Affairs Permanent Subcommittee on Investigations[англ.]. — Washington: United States Senate, 31 October 1995. Архивировано 14 мая 2014 года.
- Spaeth, Anthony. "Engineer of Doom: Cult Leader Shoko Asahara Didn't Just Forecast Armageddon, He Planned It (Japan's Aum Shinrikyo Guru Planned to Precipitate World War) (англ.) // Time : magazine. — 12 June 1995. — Iss. 145, no. 24.
- Westlake, Adam. Final Aum Shinrikyo fugitive Katsuya Takahashi captured in Tokyo manga cafe // The Japan Daily. — 15 June 2012. Архивировано 16 января 2014 года.
- Yamaguchi, Mari. Aum cult's quiet comeback causing new concerns in Japan // Associated Press. — 15 March 1999. Архивировано 6 января 2009 года.
- Japan doomsday cult considered spraying LSD from sky // CNN. — 14 October 1995. Архивировано 14 мая 2014 года.
- Tokyo subways are attacked with sarin gas // History Channel. — 20 March 1995. Архивировано 14 мая 2014 года.
- Japanese cult spokesman arrested // CNN. — 7 October 1995. Архивировано 14 мая 2014 года.
- Victims say 2,500 still suffer from sarin aftereffects // Kyodo News. — 20 March 1999. Архивировано 6 января 2009 года.

### Аффилированная литература
- Shoko Asahara, Supreme Initiation: An Empirical Spiritual Science for the Supreme Truth, 1988, AUM USA Inc, ISBN 0-945638-00-0.
- Shoko Asahara, Life and Death, (Shizuoka: Aum, 1993)
- Shoko Asahara, Disaster Approaches the Land of the Rising Sun: Shoko Asahara’s Apocalyptic Prodictions, (Shizuoka: Aum, 1995)
- Ikuo Hayashi, Aum to Watakushi (Aum and I), Tokyo: Bungei Shunju, 1998.

## Аффилированные ссылки
- Официальный сайт «Алеф»
- «Право на жизнь» // Отрывки из книги адвоката Сёко Асахара Ёсихиро Ясуда.
- «Думаете, казните Асахару и жить станет легче?» // Отрывки из книги адвоката Ватанабэ Осаму.

## Научные и критические ссылки
- CESNUR’s Aum/Aleph page материалы Center for Studies on New Religions.
- Masako Tsubuku and Philip Brasor You just have to ask. A documentarian refocuses on Aum Shinrikyo // Japan Times, 27 March 2002